# Ōkūkū River
Der Ōkūkū River ist ein Fluss in der Region Canterbury auf der Südinsel von Neuseeland.

## Geographie
Der Ōkūkū River entspringt östlich der Puketeraki Range, auf einer Höhe von rund 1500 m, rund 630 m östlich des 1714 m hohen Black Rock und rund 1600 m westlich des 1396 m hohen Mount Whatno. Er ist der größte Nebenfluss des Ashley River/Rakahuri und fließt linksseitig hinzu. Von seinem Quellgebiet aus bewegt sich der Ōkūkū River mit ein paar Ausnahmen bevorzugt in eine südsüdöstliche Richtung und mündet nach 68 Flusskilometern in den Ashley River/Rakahuri.
Auf seinem Weg tragen neben zahlreichen Streams die beiden einzigen Nebenflüsse Ōkūkū River South Branch nach 45,8 km als rechter Nebenfluss und der Grey River nach 60,7 km als linker Nebenfluss ihre Wässer bei.
Der Ōkūkū River wird als ein kleiner, rauer Fluss beschrieben, der nur wenige Male im Jahr für kleine Boote befahrbar ist, insbesondere bei ausreichend Regen, der den Wasserstand des Flusses ansteigen lässt und im Frühjahr bei der Schneeschmelze. Der untere Flussabschnitt kann zum Schwimmen genutzt werden.